# Constitution du Haut-Karabagh
Lire en ligne

Consulter

La Constitution de la république du Haut-Karabagh est la loi fondamentale du Haut-Karabagh.

## Historique

### Constitution de 2006
La première constitution est adoptée par un référendum le 10 décembre 2006. Sur les 90 077 votants, 77 279 votèrent en faveur de la Constitution (soit 98,58 %) contre 554 votes « contre » (soit 0,7 %). Cette Constitution crée la république du Haut-Karabagh en tant qu’État souverain et démocratique basé sur la justice sociale et l'état de droit.
Stepanakert est définie comme capitale de l’État.

### Constitution de 2017
À la suite d'un référendum le 20 février 2017, elle est remplacée par une nouvelle constitution.
Après l'adoption de la nouvelle constitution par le référendum du 20 février 2017 qui établit un régime présidentiel, le poste de Premier ministre disparaît.
En mai 2022, est proposée une réforme constitutionnelle sur un retour au régime semi-présidentiel. Le président Arayik Haroutiounian retire le projet en décembre. Le projet est approuvé en première lecture en avril 2023. Le projet doit être adopté lors de la session suivante.
Le 16 mars 2023, le Parlement adopte un amendement de la Constitution pour lui permettre d'élire un nouveau président de la République au suffrage indirect pour terminer le mandat du président sortant si le poste devient vacant. Cette réforme est perçue comme un prélude à la démission d'Haroutiounian, même si la présidence dément. Le 31 août, il annonce qu'il remettra sa démission le 1er septembre au Parlement en affirmant que son maintien dans sa position pourrait constituer un obstacle aux négociations entre Artsakh et l'Azerbaïdjan. Il déclare également que la défaite dans la guerre de 2020 et les événements ultérieurs avaient « sensiblement réduit la confiance [parmi les habitants d'Artsakh] dans les autorités, en particulier le président », ce qui limitait l'efficacité du gouvernement. Le président de l'Assemblée nationale, Davit Ichkhanian, assure l'intérim,.

## Compléments